# Драматичен театър (Пловдив)
Драматичен театър „Н. О. Масалитинов“ е държавен репертоарен театър в Пловдив. Той е първият професионален театър в България. Основан е на 11 декември 1881 г.
Носи името на смятания за родоначалник на съвременната театрална школа в България артист и режисьор Николай Масалитинов.
Драматичен театър – Пловдив разполага с голяма зала (468 места) и камерна зала (130 места) в Пловдив.

## История
В неговата трупа са се утвърдили и са играли много от звездите на българския театър и кино: режисьорите Крикор Азарян, Любен Гройс, Руси Карабалиев Христо Христов, Младен Киселов, Иван Добчев, Николай Ламбрев, Юлия Огнянова; актрисите Цветана Манева, Златина Тодева, Мимоза Базова, Мария Стефанова, Кристина Янева, Невена Калудова; актьорите Стефан Данаилов, Тодор Колев, Мариус Донкин, Руси Чанев, Явор Милушев, Венцислав Янков, Христо Мутафчиев, Георги Русев и други.
Театърът изнася представления в Пловдив, страната и чужбина. По-значимите от тях са: бивша Югославия (1965 – Сараево; 1978 – Скопие), Румъния (1970, 1977, 1979 – Букурещ и Крайова), Полша (1972 – Варшава и Познан), Русия (1975 – Москва и Санкт Петербург), Австрия (1995 – Виена), Германия (1998 – Магдебург), Турция (2000 – Бурса), Сърбия (2002 – Белград и Зайечар), Румъния (2006 – Сибиу), Гърция (2007 – Солун), Москва (2008), Санкт Петербург (2009).
През 2009 г. се осъществяват турнета в Истанбул, Словения, Швеция, Норвегия, Дания и Англия на спектакъла „Куфарите“ на Недялко Делчев, който е субсидиран от европейската програма „Култура 2007 – 2013“ в рамките на международната културна платформа „Черно/Северно МОРЕ“ (Black/North SEAS).

## Музей на театъра
Началото на опазването на историята на пловдивския театър е поставено с откриването на Театрален музей, официално открит на Международния ден на театъра – 27 март, 2023 г. Неговата цел е да съхрани, запамети и популяризира културно-историческото наследство от зората на появата на българския театър до съвремието.
Музеят се помещава в т.нар. „Огледална зала“, която в миналото е била една от сцените на театъра. Тя се намира в непосредствена близост до балкона.
Музеят разполага с богата снимкова и документална сбирка, която обхваща периода от създаването на театъра през 1881 г. до наши дни - 2024 г. Тази база е разделена на отделни кътове – VR зона, Плакати, „Магически шкаф“, Ателиета, Зала на славата-костюми и реквизит, таблети със снимкова и текстова информация за спектакли от летописа на театъра, Тапет с над 3000 снимки и кът за книжни издания. Част от експонатите могат да се променят, като се излагат и показват различни периоди и етапи в развитието на театъра.

## База
- Голяма сцена с 468 места
- Камерна сцена със 114 места

## Театрален фестивал
Драматичен театър – Пловдив е съорганизатор и домакин на Есенния международен театрален фестивал „Сцена на кръстопът“, който се провежда ежегодно през септември и чийто основател е проф. Стефан Данаилов.